# Ford Comète
Ford Comète – samochód sportowy klasy wyższej produkowany pod amerykańską marką Ford w latach 1951–1954 oraz pod francuską marką Simca jako Simca Comète w latach 1954–1955.

## Historia i opis modelu

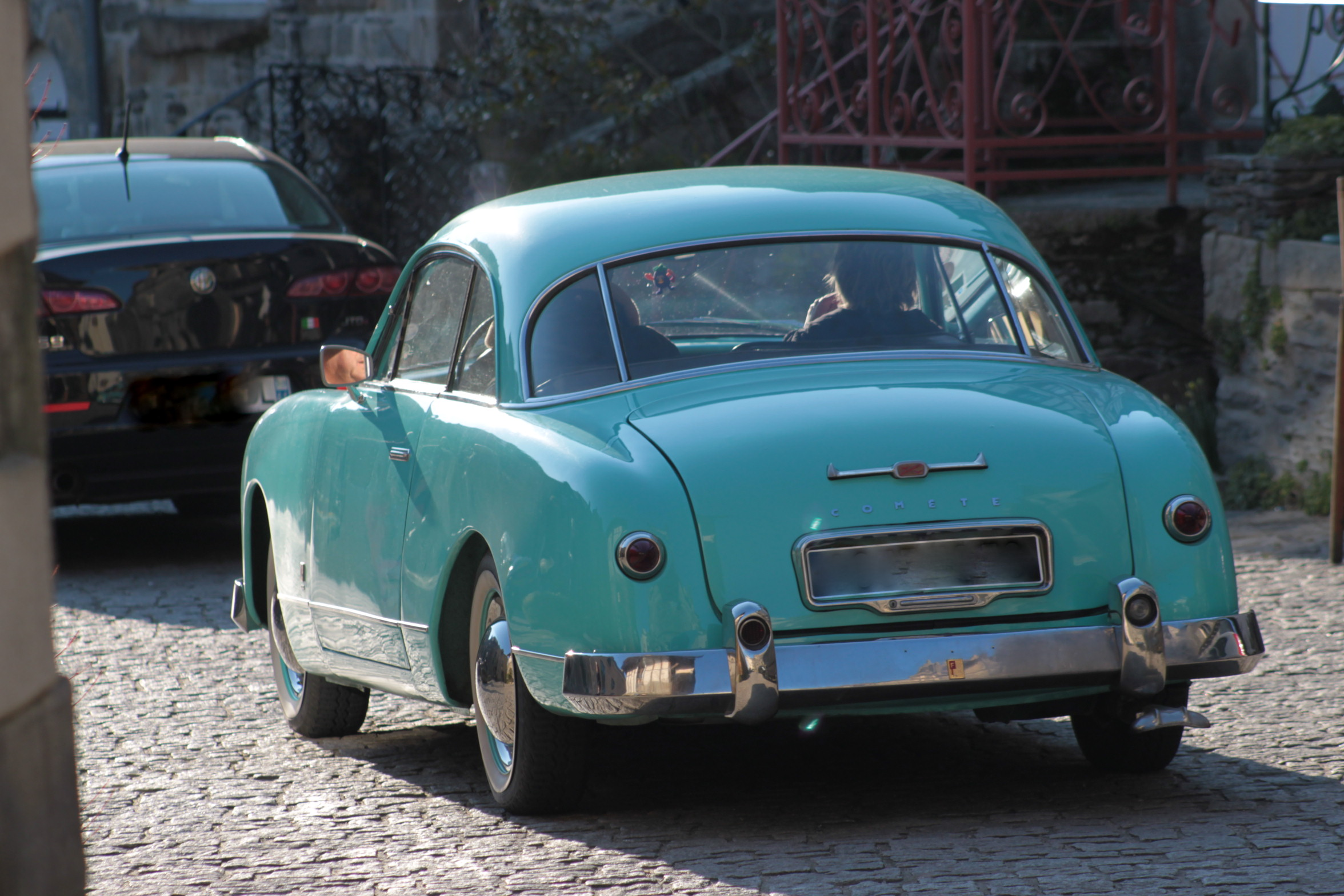
Ford Comète - tył

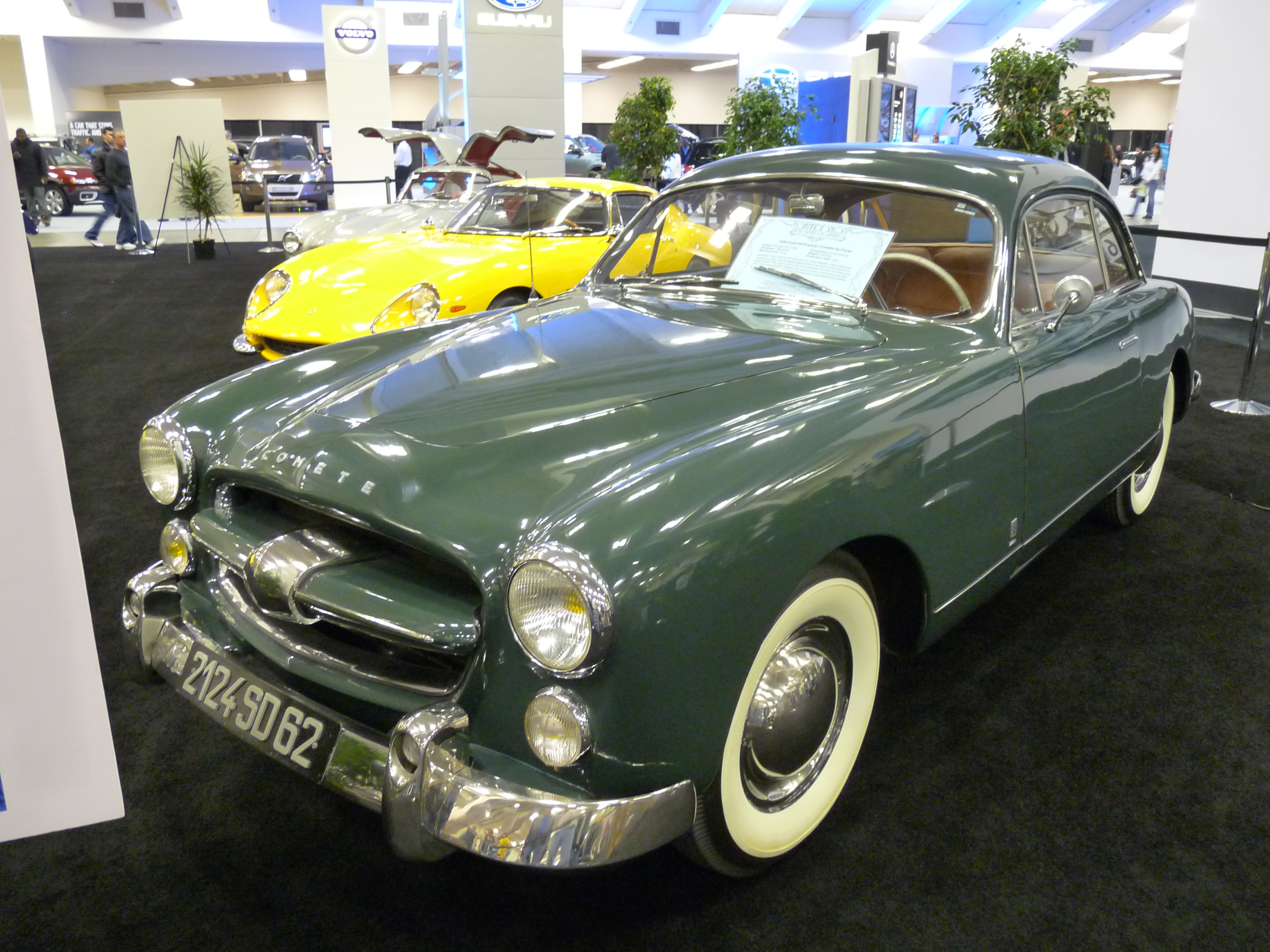
Simca Comète

W 1951 roku francuski oddział Forda przedstawił swój drugi i zarazem ostatni samodzielnie opracowany model Comète. Był to średniej wielkości samochód sportowy opracowany na platformie modelu Vedette. Charakterystyczną cechą wyglądu modelu była podłużna maska, nisko poprowadzona linia dachu, a także dwukolorowe malowanie nadwozia. Ford Comète dostępny był w dwóch wariantach nadwozia - jako coupe i kabriolet.

### Zmiana nazwy
W 1954 roku Ford zdecydował się wycofać ze swoich francuskich operacji, sprzedając spółkę Ford SAF lokalnemu przedsiębiorstwu Simca. W ten sposób, produkcja modelu Comète była kontynuowana przez kolejny rok jako Simca Comète, kończąc się w 1955 roku.

### Silnik
- V8 2.1l Aquilon
- V8 2.3l Aquilon
- V8 3.9l Mistral